# Murgács Kálmán
Murgács Kálmán (Sepsiszentgyörgy, 1893. szeptember 20. – Budapest, 1966. március 25.) községi jegyző, zeneszerző, nótaszerző.

## Életpályája
Szülei: Murgács Kálmán és Valk Mária voltak. Gimnáziumi és hegedűtanulmányai után segédjegyzőként dolgozott. Ezt követően a belügyminisztériumba került; a jegyzőárvaház megbízásából magyarnóta-csoportot szervezett s dalaival járta az országot a német megszállásig.
Szerzeményeit saját maga adta elő, és az elsők között volt, aki a Zeneakadémia pódiumán a magyar nótát megszólaltatta. Nagyrészt saját szövegére 1936-ig 300-nál több dalt szerzett. 1939-ig kétszáznál több dala jelent meg nyomtatásban. Több színdarabhoz szerzett kísérő zenét, ezen kívül versek, dalszövegek és színdarabok írásával is foglalkozott. 
1935-től a hungarista mozgalom, a Szálasi-féle nyilas párt(ok) tagja volt. 1944-ben állítólag tisztséget vállalt a nyilas uralom alatt a Magyar Rádióban.
Murgács Kálmán ellen 1945-től eljárás indult irredenta dalai és nyilaspárti tagsága miatt. 1947-ben 6 hónap börtönre ítélték és kitiltották Budapestről. 1947-1958 között Székkutason élt, ahol szeretettel, türelemmel tanította, nevelte a hozzá forduló zenélni vágyókat. Az emlékét őrző helyiek szerint a székkutasi évei alatt közel harminc nótát szerzett.
2017. március 15-én a Székkutasi Művelődési Ház falán avatták fel a Nemzeti Munka Érdemkeresztjével kitüntetett Murgács Kálmán domborműves emléktábláját.
Az emléktábla alkotója Lantos Györgyi szobrászművész. Sírja az Új köztemetőben található (34/II-1-257).

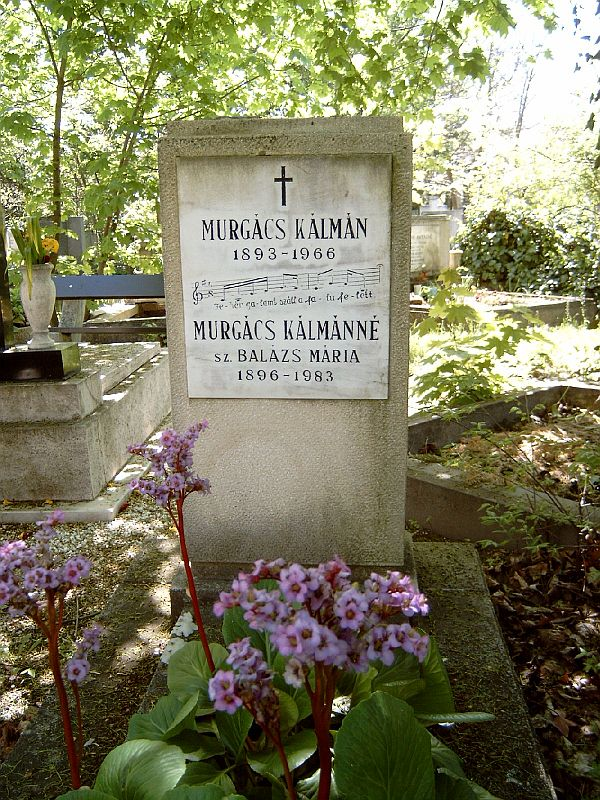
Murgács Kálmán nótaszerző sírja Budapesten. Új köztemető: 34/II-1-257.

## Magánélete
1940-ben Piliscsabán házasságot kötött Balázs Máriával (1896–1983).

## Nótái
- Édesanyám ablakára rá borult a bánat
- Csíkországi fenyvesekben elhervadtak mind a gyöngyvirágok
- Vak katona koldul
- Dal egy kis zászlósról
- Tükrös piros szív
- Szőke Tisza haragjában megáradt